# Amstel Gold Race 2015
Amstel Gold Race 2015 var den 50. udgave af cykelløbet Amstel Gold Race og var det ellevte arrangementet på UCI's World Tour-kalender i 2015 og blev arrangeret 19. april 2015. Løbet blev vundet af Michał Kwiatkowski fra Etixx-Quick Step.

## Hold og ryttere
UCI WorldTeams
- Ag2r-La Mondiale
- Astana Pro Team
- BMC Racing Team
- Etixx-Quick Step
- FDJ
- IAM Cycling
- Lampre-Merida
- Lotto-Soudal
- Movistar Team
- Orica-GreenEDGE
- Team Cannondale-Garmin
- Team Giant-Alpecin
- Team Katusha
- Team LottoNL-Jumbo
- Team Sky
- Tinkoff-Saxo
- Trek Factory Racing

Professionelle kontinentalhold
- MTN Qhubeka
- CCC Sprandi Polkowice
- Nippo-Vini Fantini-Europa Ovini
- Cult Energy Pro Cycling
- Bardiani CSF
- Team Roompot
- Wanty-Groupe Gobert
- Topsport Vlaanderen-Baloise

### Danske ryttere
- Jakob Fuglsang kørte for Astana Pro Team
- Jesper Hansen kørte for Tinkoff-Saxo
- Michael Valgren kørte for Tinkoff-Saxo
- Chris Anker Sørensen kørte for Tinkoff-Saxo
- Rasmus Guldhammer kørte for CULT Energy Pro Cycling
- Troels Vinther kørte for CULT Energy Pro Cycling
- Michael Reihs kørte for CULT Energy Pro Cycling

## Resultater
| Nr.    | Rytter                   | Hold                 | Tid    |
| ------ | ------------------------ | -------------------- | ------ |
| 1      | Michał Kwiatkowski (POL) | Etixx-Quick Step     | 6:1:49 |
| 2      | Alejandro Valverde (ESP) | Movistar Team        | + 0.00 |
| 3      | Michael Matthews (AUS)   | Orica-GreenEDGE      | + 0.00 |
| 4      | Rui Costa (POR)          | Lampre-Merida        | + 0.00 |
| 5      | Greg Van Avermaet (BEL)  | BMC Racing Team      | + 0.00 |
| 6      | Tony Gallopin (FRA)      | Lotto-Soudal         | + 0.00 |
| 7      | Julian Alaphilippe (FRA) | Etixx-Quick Step     | + 0.00 |
| 8      | Enrico Gasparotto (ITA)  | Wanty-Groupe Gobert  | + 0.00 |
| 9      | Maciej Paterski (POL)    | CCC Polsat Polkowice | + 0.00 |
| 10     | Philippe Gilbert (BEL)   | BMC Racing Team      | + 0.00 |
| Kilde: |                          |                      |        |